# Naurui labdarúgó-válogatott
A naurui labdarúgó-válogatott Nauru nemzeti csapata, amit a Naurui labdarúgó-szövetség irányít. Egyike annak a nyolc országnak, aminek csapata nem FIFA-tagállam, de amit minden ország elismer. Nem tagja az Óceániai Labdarúgó-szövetségnek, így nem vehet részt sem az OFC Nemzetek Kupáján, sem a FIFA-világbajnokság selejtezőiben.
A válogatott 1994. október 2-án játszotta első és eddig egyetlen mérkőzését, a szigeten élő Salamon-szigeteki munkásokból alkotott csapat ellen. Napjainkig az ausztrál futball a legnépszerűbb sport az országban, így a labdarúgásra nem szenteltek különösebb figyelmet. Az 1950-es évekig voltak kisebb helyi labdarúgó-bajnokságok, de az ausztrál futball terjedésével eltűntek, amíg a következő évtizedben egy rövid ideig ismét népszerűségnek örvendett a sport, amit követően megint elkezdett csökkenni fontossága. A kormány se támogatja pénzügyileg a sportot, így tényleges újjáéledése nem valószínű.
Az évek során megjelentek képviselő válogatottak az országban, az 1994-es csapat is így született meg. 2014-ben ismét összegyűlt a válogatott egy jótékonysági mérkőzésre. 2020-ban a szövetség alelnöke bejelentette, hogy gondolkoztak az ország első hivatalos válogatottjának összehívásán egy 2021-es hawaii tornára. Ennek ellenére a csapat létrehozása nem történt meg.

## Fordítás
- Ez a szócikk részben vagy egészben a Nauru millî futbol takımı című török Wikipédia-szócikk fordításán alapul. Az eredeti cikk szerkesztőit annak laptörténete sorolja fel. Ez a jelzés csupán a megfogalmazás eredetét jelzi, nem szolgál a cikkben szereplő információk forrásmegjelöléseként.